# Ochotona hyperborea
La pica del norte (Ochotona hyperborea) es una especie de mamífero de la familia Ochotonidae.

## Distribución geográfica
Se encuentra al norte de Asia (desde los Urales al norte del Japón, incluyendo Mongolia, Manchuria y Corea del Norte).  

## Subespecies
- Ochotona hyperborea cinereoflava
- Ochotona hyperborea coreana
- Ochotona hyperborea ferruginea
- Ochotona hyperborea mantchurica
- Ochotona hyperborea normalis
- Ochotona hyperborea uralesis
- Ochotona hyperborea yesoensis
- Ochotona hyperborea yoshikurai